# Strażnica WOP Banie Mazurskie
Strażnica w Baniach Mazurskich:
1. podstawowy pododdział graniczny Wojsk Ochrony Pogranicza.
2. graniczna jednostka organizacyjna polskiej straży granicznej realizująca zadania bezpośrednio w ochronie granicy państwowej.

## Formowanie i zmiany organizacyjne
W 1964 roku W Baniach Mazurskich stacjonowała placówka WOP nr 1 19 Kętrzyńskiego Oddziału Wojsk Ochrony Pogranicza.
W 1976 roku rozformowało 19 Kętrzyński Oddział WOP, a placówkę przekazano do 22 Białostockiego Oddziału WOP.
W 1976 roku odtwarzano brygady na granicy ze Związkiem Radzieckim. Na bazie 22 Białostockiego Oddziału WOP sformowano Podlasko-Mazurską Brygadę WOP. W jej strukturach, na bazie placówki WOP Banie Mazurskie zorganizowano strażnicę WOP Banie Mazurskie.
Po rozwiązaniu w 1991 roku Wojsk Ochrony Pogranicza, strażnica w Baniach Mazurskich weszła w podporządkowanie Warmińsko-Mazurskiego Oddziału Straży Granicznej.
24 sierpnia 2005 roku funkcjonującą dotychczas Strażnica SG w Baniach Mazurskich przemianowano na placówkę Straży Granicznej w Baniach Mazurskich.

## Ochrona granicy
Od maja 1991 roku strażnica SG W Baniach Mazurskich ochraniała granicę od znaku granicznego 2083 (wył.) do znaku granicznego 2119 o długości 19,73 km. Od zachodu graniczyła ze strażnicą SG w Węgorzewie, a od wschodu ze strażnicą SG w Gołdapi. 
Z dniem 1.05.2004 roku nastąpiło zwiększenie ochranianego odcinka na zachód do znaku granicznego 2124 i wynosił 21,85 km. 

## Komendanci placówki
- kpt Jerzy Kośko (do 10.05.1991)
- kpt. SG Jan Obiezierski (10.05.1991-28.02.1994)
- p.o. ppor. SG Ryszard Bogusz (22.07.1994-1.01.2003)
- mjr SG Andrzej Lejmel (2.01.2003-22.02.2010)[7]← później komendant placówki SG